# Luigi Avellino
Luigi Avellino (16. dubna 1862, Vico Equense – 13. dubna 1900, Neapol) byl italský římskokatolický laik a františkánský terciář. V současné době probíhá jeho proces blahořečení a náleží mu titul Služebník Boží.

## Život
Narodil se 16. dubna 1862 ve Vico Equense Andreovi Avellino a Lucii roz. Volpe. Měl šest sourozenců a rodina patřila do nižší vrstvy. Byl vzděláván knězem otcem Aiellem.
Pod vedením svého strýce z matčiny strany otce Giuseppa Volpeho, se připravoval na službu v kněžství ale když mu bylo 16 let musel odejít ze studií aby mohl pomáhat své rodině v práci na polích. Kvůli velké chudobě odešel pracovat do kamenolomu kde onemocněl artritidou, která ho ochromila. Roku 1882 odešel do nemocnice v Neapoli. Zde pracoval pro nemocné jak duchovně tak i fyzicky. Stal se františkánským terciářem. Zemřel chudý a pokorný na Velký pátek 13. dubna 1900 ve věku 38 let.
Jeho tělo odpočívá v kostele Ss. Salvatore ve Vico Equense, kde byl také pokřtěn.

## Proces blahořečení
Dne 28. června 1911 byl v arcidiecézi Neapol zahájen jeho proces blahořečení.